# 马格雷-苏拉斯特拉达-德尔维诺
马格雷-苏拉斯特拉达-德尔维诺（義大利語：Magrè sulla Strada del Vino），常简称为马格雷，是意大利博尔扎诺-上阿迪杰自治省的一个市镇。总面积13平方公里，人口1295人，人口密度99.6人/平方公里（2009年）。ISTAT代码为021045。